# Чурмаев, Георгий Иванович
Георгий Иванович Чурмаев (9 декабря 1895, пос. Глубокий, область Войска Донского, Российская империя — 31 января 1968, Краснодар, РСФСР, СССР) — советский военачальник, генерал-майор (29.01.1943).

## Биография
Родился 9 декабря 1895 года в посёлке Глубокий, ныне в Каменском районе Ростовской области. Русский. До службы в армии учился в Сердобском реальном училище Саратовской губернии и работал домашним учителем.

### Военная служба

#### Первая мировая война
13 октября 1916 года поступил в Алексеевское военное училище в Москве, по окончании его ускоренного курса 13 февраля 1917 года произведен в прапорщики и назначен командиром взвода 61-го пехотного запасного полка в городе Тамбов. Летом направлен на Румынский фронт, где командиром взвода и пом. командира роты воевал в составе 668-го пехотного Тысменицкого полка. В конце декабря, по расформировании части, убыл на родину и работал домашним учителем в городе Ртищево Саратовской губернии.

#### Гражданская война
2 сентября 1918 года был мобилизован в РККА и назначен помощником командира роты стрелкового полка им. Степана Разина 25-й стрелковой дивизии и в этой дивизии воевал до конца войны. С ноября 1918 года командовал ротой отдельного рабочего батальона, с апреля 1919 года был помощником командира продовольственного транспорта, с декабря — заведующим продовольственным магазином, а с октября 1920 года — помощником заведующего вещевым складом отдела снабжения дивизии, с ноября — командиром роты 225-го стрелкового полка. Участвовал в боях с белоказаками в Заволжье, с войсками адмирала А. В. Колчака на Восточном фронте, в Бугурусланской, Белебейской и Уфимской операциях. Весной 1920 года убыл с дивизией на Юго-Западный фронт и воевал с белополяками на киевском и ковельском направлениях, на реке Западный Буг. В конце 1920 года назначен командиром взвода ружейно-пулеметного парка 73-й стрелковой бригады, а по ее расформировании в сентябре 1921 года — начальником хозяйственной команды 218-го стрелкового полка им. Степана Разина этой же дивизии. В конце декабря 1921 года штабом дивизии направлен на должность командира взвода 56-х Черниговских курсов усовершенствования начсостава. В их составе принимал участие в ликвидации банды Ющенко в Городнянском уезде.

#### Межвоенные годы
В августе 1922 года, по расформировании курсов,  Чурмаев переведен в 5-ю Киевскую пехотную школу, где и. д. командира взвода и пом. командира роты. В январе 1925 года назначен в 132-й стрелковый полк 44-й стрелковой дивизии УВО, и. д. командира роты и начальника штаба батальона. В марте 1932 года переведен а штаб этой же дивизии, где временно занимал должности пом. начальника 1-й части, затем начальника 4-го отдела штаба дивизии. С октября 1933 года командовал батальоном в 70-м стрелковом полку 24-й Самаро-Ульяновской железной стрелковой дивизии УВО (с мая 1935 года — КВО). С октября 1937 года допущен к временному и. д. начальника штаба этого полка. В ноябре того же года полк был передислоцирован из Винницы в Ленинград, где переименован в 7-й стрелковый. С декабря 1937 года по август 1938 года  Чурмаев находился на учебе на курсах «Выстрел», по возвращении утвержден в должности начальника штаба полка (18.05.1938). С августа 1940 года и. д. пом. командира по строевой части 48-го стрелкового полка (бывший 249-й) в составе 16-й стрелковой дивизии вновь сформированного ПрибОВО. Со 2 мая 1941 года майор  Чурмаев и. о. начальника оперативной группы по строительству укрепленного района и береговой обороны острова  Даго Балтийского моря. 2 июня 1941	года был назначен командиром 21-го стрелкового полка 180-й стрелковой дивизии 22-го стрелкового корпуса 27-й армии этого же округа. Дивизия была сформирована на базе бывшей Эстонской народной армии, находилась по штатам сокращенного состава и укомплектованы личным составом лишь на 30-40 %, при этом более половины комсостава были из бывших эстонских офицеров.

#### Великая Отечественная война
22 июня 1941 года части дивизии были выведены из лагерей в районе Петсери в пункты постоянной дислокации в районы Таллина, Пярну, Вильянди, где проводили отмобилизование и приведение в полную боевую готовность. По его завершении в начале июля полк по ж. д. был переброшен в район город Порхов, где с ходу вступил в бой. Затем полк и дивизия в составе 27-й, а с 11 июля — 11-й армий Северо-Западного фронта вели тяжелые оборонительные бои в Псковско-Островском УРе, отходили в направлении Старой Руссы и Демянска. В июле — начале августа дивизия принимала участие во фронтовых контрударах под Сольцами и Старой Руссой, где противнику были нанесены серьезные потери. С января 1942 года она в составе этой же дивизии 4-й ударной армии (бывшая 27-я) участвовала в Торопецко-Холмской наступательной операции, в освобождении города Андреаполь. 12 марта 1942 года майор  Чурмаев назначен заместителем командира 180-й стрелковой дивизии. В конце марта вступил в командование группой бригад (2-й гвардейская стрелковая, 60-я морская, 84-я и 54-я стрелковые бригады) и занял оборону дороги Борисов—Рамушево, до начала апреля удерживал этими силами занимаемый рубеж, затем вернулся на прежнюю должность. За эти бои был награжден орденом Красной Звезды. В том же месяце за боевые отличия дивизия была преобразована в 28-ю гвардейскую.
С 19 мая 1942 года подполковник Чурмаев был зачислен слушателем в Высшую военную академию им. К. Е. Ворошилова (г. Уфа), по окончании в ноябре направлен в распоряжение командующего войсками Северо-Западного фронта, а оттуда — в 1-ю ударную армию на должность для особых поручений по проверке дивизий армии. В декабре он был назначен в 11-ю армию, где с 31 декабря вступил в командование 28-й гвардейской стрелковой дивизией. Ее части вели боевые действия в районе городе Старая Русса. 4 марта дивизия вошла в состав 27-й армии и вела бои по прорыву обороны противника юго-восточнее Пенно. В конце марта она была переброшена под Курск в состав 53-й армии Степного ВО. Летом 1943 года дивизия в составе этой армии Степного фронта участвовала в Курской битве, в Белгородско-Харьковской наступательной операции. За успешное выполнение заданий командования в боях по освобождению Харькова она получила наименование «Харьковская». По достижении реки Мерефа с 30 августа 1943 года дивизия была выведена в резерв 53-й армии. Затем она вошла в 49-й стрелковый корпус 7-й гвардейской армии 2-го Украинского фронта и участвовала в битве за Днепр, в течение 11 дней вела тяжелые бои по удержанию плацдарма на правом берегу реки. С 17 октября ее части перешли в наступление и, пройдя с боями до 100 км, к 29 октября вышли в район Саксагань. С 9 ноября дивизия вошла в 82-й стрелковый корпус 37-й армии и участвовала в Никопольско-Криворожской наступательной операции, вела бои в районе северо-восточнее города Кривой Рог. За образцовое выполнение заданий командования в этих боях она была награждена орденом Красного Знамени (13.02.1944), а генерал-майор Чурмаев — орденом Кутузова 2-й степени. В дальнейшем её части вели бои южнее Тирасполя, форсировали реку Днестр и захватили плацдарм южнее города Бендеры. В августе 1944 года они успешно действовали в Ясско-Кишиневской наступательной операции. В сентябре дивизия перешла румыно-болгарскую границу. С 10 по 15 сентября она была сосредоточена в городах Балчик и Варна, а генерал-майор  Чурмаев назначен начальником гарнизона г. Варна. С 21 ноября 1944 года перешел с дивизией в город Ямбол, где находился до конца войны. Указом правительства Болгарии от 16 мая 1945 года он был награжден орденом Святого Александра II степени.

#### Послевоенное время
После войны с июля 1945 года дивизия находилась в Румынии в составе 46-й армии, затем в сентябре передислоцирована в ОдВО. С июня 1950 года по август 1951 года  находился на ВАК при Высшей военной академии им. К. Е. Ворошилова, по окончании назначен начальником военной кафедры Кубанского сельскохозяйственного института. В ноябре 1955 года гвардии генерал-майор Чурмаев уволен в запас.
Умер 31 января 1968 года, похоронен на Славянском кладбище города Краснодара.

## Награды
СССР
- орден Ленина (21.02.1945)[5][6]
- три ордена Красного Знамени (23.08.1943[7], 03.11.1944[6][8], 20.06.1949[6][9])
- орден Кутузова II степени (19.03.1944)[10]
- орден Богдана Хмельницкого II степени (13.09.1944)[11]
- два  ордена Красной Звезды (23.03.1942)[12], 28.10.1967[13])
  - медали в том числе:
  - «XX лет Рабоче-Крестьянской Красной Армии» (1938)[12].
  - «За победу над Германией в Великой Отечественной войне 1941—1945 гг.» (19.08.1945)[14]

Других государств
- орден «Святой Александр» II степени (Болгария, 16.05.1945)